# Leonie Ossowski

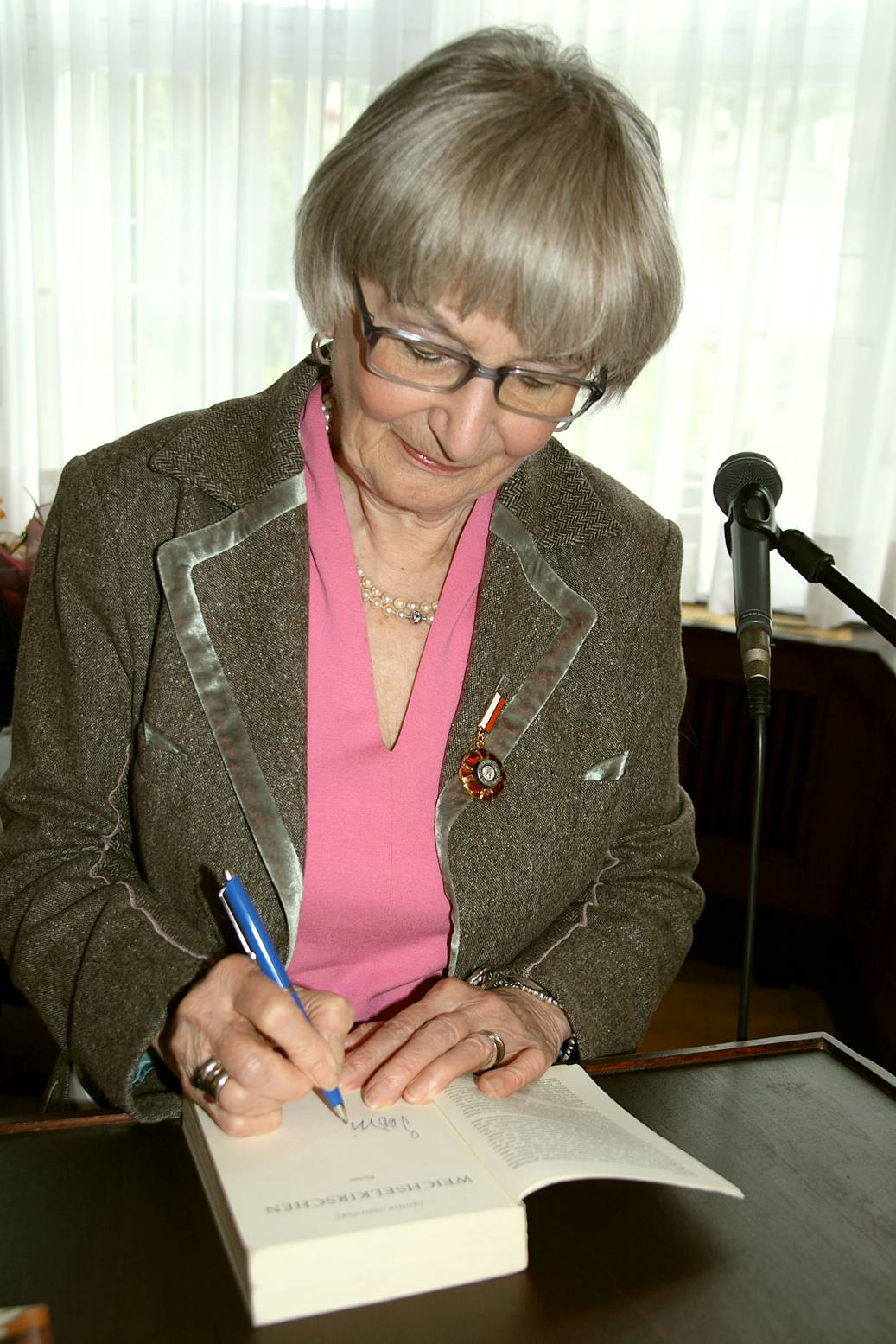
Leonie Ossowski (2007)

Leonie Ossowski, Pseudonym für Jolanthe von Brandenstein (* 15. August 1925 in Röhrsdorf, Kreis Fraustadt, Grenzmark Posen-Westpreußen; † 4. Februar 2019 in Berlin), war eine deutsche Schriftstellerin. Sie schrieb auch unter dem Pseudonym Jo Tiedemann.

## Leben
Jolanthe von Brandenstein wurde 1925 als eine von vier Töchtern des Gutsbesitzers Lothar von Brandenstein (1893–1953) und der Schriftstellerin Ruth von Ostau (1899–1966) geboren. Ihre ältere Schwester war die Schauspielerin Yvonne Merin (1921–2012).
Bei Kriegsende flüchtete Ossowski aus ihrer Heimat im heutigen Polen über Bad Salzungen nach Hessen; später folgte ein Umzug nach Oberschwaben. Sie arbeitete in einer Fabrik, in einem Fotolabor und als Sprechstundenhilfe. 1958 zog sie mit ihrer Familie nach Mannheim.  In den 1970er Jahren arbeitete sie als Sozialarbeiterin, betreute Jugendliche im Gefängnis und richtete eine Wohngemeinschaft für haftentlassene Jugendliche ein. 1980 zog sie nach Berlin (West). Sie lebte von 1978 bis 1993 mit ihrem dritten Mann zusammen, ließ sich dann scheiden und lebte seitdem allein. Sie hatte sieben Kinder, darunter den Theologen Louis-Ferdinand von Zobeltitz.

## Pseudonym
Anfang der 1950er Jahre begann sie unter dem Pseudonym Leonie Ossowski Kurzgeschichten zu schreiben. Ossowski bedeutet sinngemäß „von Osowa“ bzw. „aus Osowa stammend“; Osowa Sień ist der polnische Name ihres Geburtsortes.

## Werk
Bei einem Besuch in der DDR bekam sie 1953 von der DEFA den Auftrag für ein Drehbuch. Daraus entstand der von Frank Beyer gedrehte Spielfilm Zwei Mütter, der am 28. Juni 1957 uraufgeführt wurde. 1958 veröffentlichte sie in der DDR den Roman Stern ohne Himmel.  Im Jahr 1968 erschien ihr erster Roman in der Bundesrepublik. Seither veröffentlichte sie neben Erzählungen auch Sachbücher und schrieb Drehbücher und Bühnenstücke.
1980 wurde in ihrem Geburtsort der Film Weichselkirschen nach einem Drehbuch von Ossowski unter Mitwirkung zahlreicher polnischer Schauspieler gedreht.
2005 wurde ihr Roman Die schöne Gegenwart von Christine Kabisch nach einem Drehbuch von Gabriela Zerhau für das Fernsehen unter dem Titel Neue Freunde, neues Glück verfilmt.
2013 brachte Lih Janowitz das filmische Porträt Leonie Ossowski zur Uraufführung.
Ossowski war Mitglied des PEN-Zentrums Deutschland.

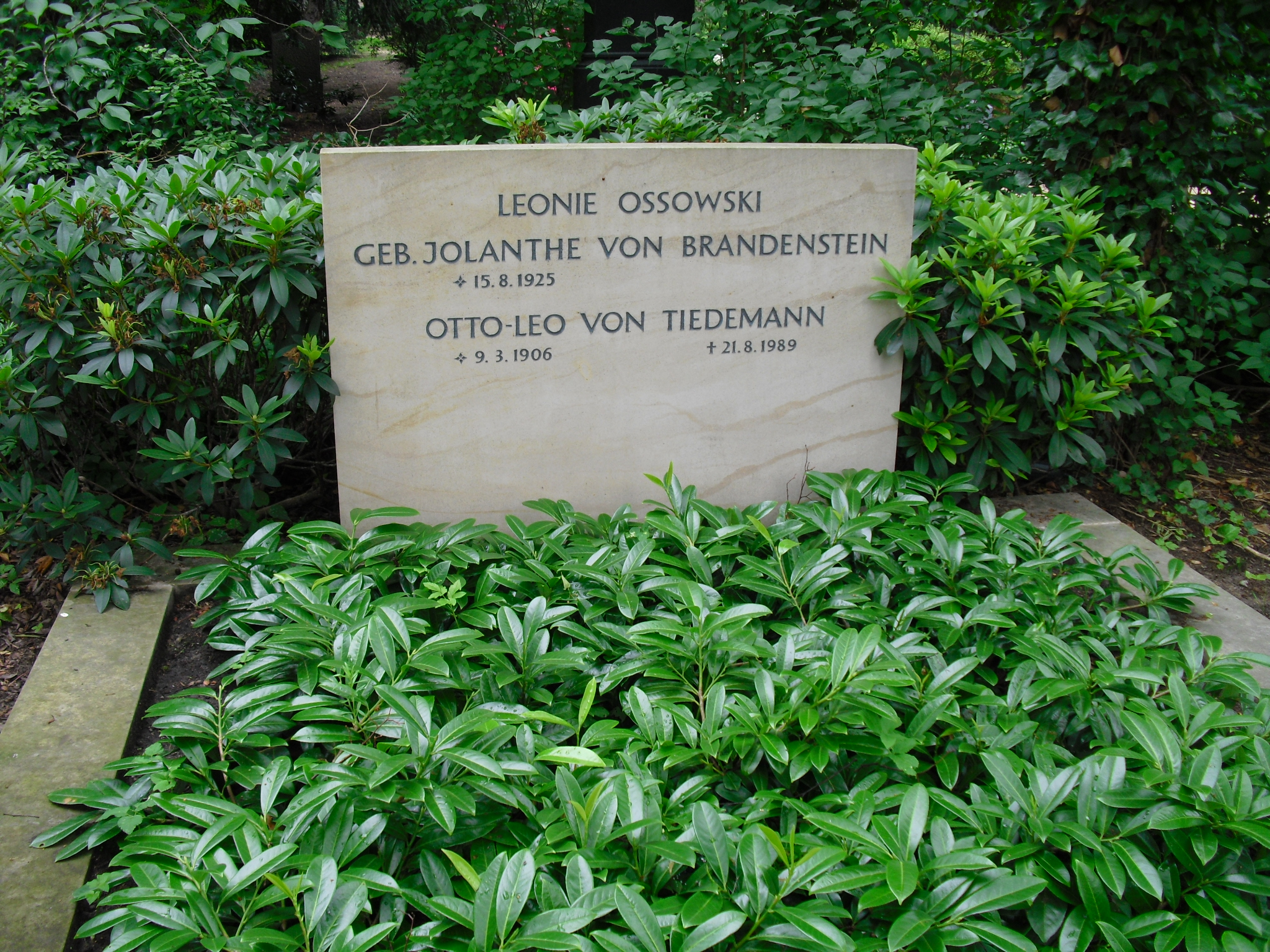
Vorausschauend bestellter Grabstein auf dem Dorotheenstädtischen Friedhof in Berlin. Aufnahme vom Juli 2017

Alle ihre Romane und Jugendbücher machen auf soziale und gesellschaftspolitische Themen aufmerksam, wobei Vergangenheit und Gegenwart verbunden werden.

## Auszeichnungen
- 1973: Ehrende Anerkennung beim Adolf-Grimme-Preis für Treffpunkt 72: Die Kippe – Zur Bewährung ausgesetzt
- 1977: Oldenburger Kinder- und Jugendbuchpreis für Die große Flatter
- 1978: Buxtehuder Bulle für Stern ohne Himmel
- 1980: Adolf-Grimme-Preis mit Silber für das Drehbuch zum Film Die große Flatter (zusammen mit Marianne Lüdcke)
- 1981: Kulturpreis Schlesien des Landes Niedersachsen für Weichselkirschen
- 1982: Bundesverdienstkreuz am Bande
- 1982: Schillerpreis der Stadt Mannheim für ihr Gesamtwerk
- 1985: Brüder-Grimm-Preis des Landes Berlin mit dem GRIPS-Theater Berlin für das Stück Voll auf der Rolle
- 2006: Hermann-Kesten-Medaille
- 2007: Verdient um die polnische Kultur
- 2014: Andreas-Gryphius-Preis[10]

## Benennungen
- 2021: Die Stadt Mannheim benennt eine Promenade nach Leonie Ossowski[11]

## Werke

### Romane und Erzählungen
- Stern ohne Himmel, 1958 (verfilmt 1980)
- Wer fürchtet sich vorm schwarzen Mann?, Roman, 1968
- Mannheimer Erzählungen, 1974
- Weichselkirschen, Roman, 1976 (1. Teil der Schlesien-Trilogie)
- Die große Flatter, Roman, Bilder von Willi Glasauer, Beltz & Gelberg, 1977 (verfilmt 1979)
- Blumen für Magritte, Erzählungen, 1978
- Liebe ist kein Argument, Roman, 1981 (verfilmt 1984)
- Wilhelm Meisters Abschied, Roman, 1982
- Littel fasst einen Entschluss und andere Erzählungen, 1983
- Neben der Zärtlichkeit, Roman, 1984
- Wolfsbeeren, Roman, 1987 (2. Teil der Schlesien-Trilogie)
- Das Zinnparadies, 1988
- Weckels Angst, 1991
- Holunderzeit, Roman, Hoffmann und Campe Verlag, Hamburg 1991 (3. Teil der Schlesien-Trilogie)
- Von Gewalt keine Rede. Zwei Erzählungen, 1992
- Die Maklerin, Roman, 1994
- Herrn Rudolfs Vermächtnis, Roman, Hoffmann & Campe, Hamburg 1997 als Heyne Taschenbuch, München 1998, ISBN 3-453-13756-6.
- Das Dienerzimmer, Roman, 1999
- Die schöne Gegenwart, Roman, 2001
- Espenlaub, Roman, 2003
- Der einarmige Engel, Roman, 2004

### Drehbücher
- 1957: Zwei Mütter
- 1971: Tatort: Auf offener Straße
- 1979: Weichselkirschen
- 1979: Die große Flatter
- 1980: Stern ohne Himmel
- 1985: Voll auf der Rolle
- 1991: Von Gewalt keine Rede

### Sachbücher
- Zur Bewährung ausgesetzt. Bericht über Versuche kollektiver Bewährungshilfe. Piper Verlag, München 1972
- Der Löwe im Zinnparadies. Eine Wiederbegegnung. Piper Verlag, München 2003 (über ein Wiedersehen mit Niederschlesien und Erinnerungen an Flucht und Vertreibung)